# Asesinato de Shaima Alawadi
Shaima Alawadi fue asesinada el 21 de marzo de 2012 en El Cajon, California. Era una ciudadana americana de 32 años que se había emigrado desde Irak a principios de 1990. Se la encontraron golpeada y muerta en su propia casa. Aunque al principio su muerte se había visto como un crimen de odio, con el paso del tiempo, su marido de 48 años fue acusado de haberla matado. El marido, entonces, fue condenado de asesinato y sentenciado a 26 años de vida en la cárcel.

## Contexto
La familia de Alawadi huyeron de Irak después de que el gobierno de Saddam Hussein reprimiera los levantamientos de los chiitas. Se instalaron en Detroit en 1993, y luego se mudaron a San Diego en 1996. Alawadi es una ama de casa que tenía cinco hijos, y hacía de volutaria en la mezquita local. Su marido y sus hermanos trabajaron para el Ejército de los Estados Unidos, en el que entrenaban a soldados que iban a ser desplegados hacia el Oriente Medio.

## Muerte
Shaima Alawadi fue descubierta en su estado inconsciente por su hija Fátima, de 17 años. La encontró brutalmente golpeada en el comedor de la casa. A su lado había una nota, en la que ponía: «Vuelve a tu país, terrorista», y la puerta corredera de vidrio había sido reventada. Aunque la policía no podía determinar inmediatamente si el asesinato era un delito de odio, la nota hizo que consideraran la posibilidad. Los llevó a tener esta probabilidad en cuenta porque había aparecido una nota semejante en un crimen una semana anterior al incidente. 
Respecto a la causa de la muerte, se llegó a concluir que fue un traumatismo craneal severo. Su familia la quitó del soporte vital el 24 de marzo y transportaron el cuerpo a Irak para su entierro.

## Consecuencias e investigación
Algunos activistas y comentadores compararon el crimen con el tiroteo de Trayvon Martin que tuvo lugar hace menos de un mes desde el asesinato de Alawadi. La sudadera con capucha que llevaba Martin perpetuó la evaluación racial del perfil e hizo que un ciudadano que estaba armado disparara al adolescente desarmado. Paralelamente, parece ser que el hijab que llevaba Alawadi la marcó como musulmana al asesino. En los medios de comunicación, la muerte fue retratado inicialmente como un delito de odio por la nota que fue dejada junto al cadáver, y así, como una consecuencia de islamofobia.
A medida que se desarrollaba la investigación, en la que la policía local fue asistida por el FBI (Oficina Federal de Investigación), los informes se hicieron públicos accidentalmente. En ellos se indicaba que Alawadi tuvo problemas familiares y tenía la intención de demandar un divorcio y mudarse. Este y otros problemas, que incluía el rechazo de su hija a contraer el matrimonio concertado, llevaron a la policía a considerar la otra posibilidad: que el asesinato no fuera el resultado de la islamofobia. Por consiguiente, en Time publicaron sobre la muerte como un crimen de odio misógino.
Con todo ello, aunque la investigación siguió, no podían encontrar más soluciones posibles para este asesinato peculiar. Finalmente, el 8 de noviembre de 2012, según los registros del cárcel del condado de San Diego, detuvieron al marido, Kassim Alhimidi, acusado de la muerte de su mujer. Alhimidi fue retenido en la cárcel sin poder pagar la fianza, pero siguió manifestando su inocencia respecto a la muerte de Alawadi. Así pues, el juicio fue retrasado hasta el mes de marzo de 2014, y durante este tiempo los abogados defensores buscaban y especulaban por pruebas. En el día del juicio, escucharon todos los testimonios, entre los que se centraron más en el de la hija, Fátima. Como resultado, en abril de 2014, declararon culpable del asesinato al marido, Alhimidi, y en junio de 2014, Alhimidi fue condenado a 26 años a cadena perpetua.